# Portal Tomb von Altcloghfin

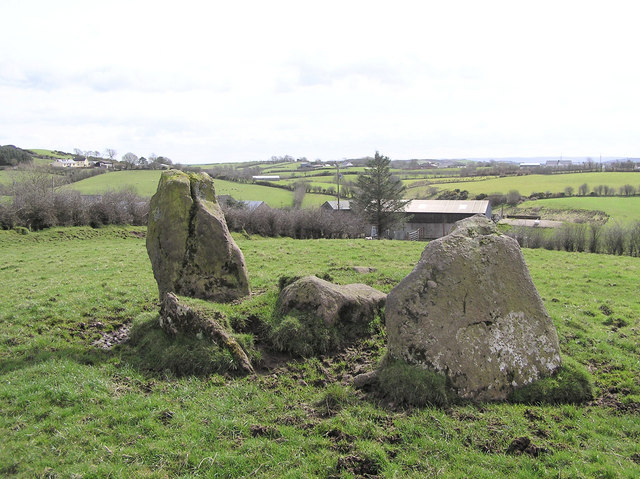
Portal Tomb von Altcloghfin - Endstein im Vordergrund

Das Portal Tomb von Altcloghfin liegt auf einer Weide in Sixmilecross, südöstlich von Omagh im Townland Altcloghfin (irisch Allt Chloch Fhionn) im County Tyrone in Nordirland. Die Reste der Megalithanlage aus der Jungsteinzeit (3000 bis 2000 v. Chr.) sind eine von etwa 20 Anlagen dieses Typs im County Tyrone. 
Als Portal Tombs werden in Irland und Großbritannien Megalithanlagen  bezeichnet, bei denen zwei gleich hohe, aufrecht stehende Steine die Vorderseite einer Kammer bilden, die mit einem gewaltigen schräg aufliegenden Deckstein bedeckt ist.
Der nördliche Stein von Altcloghfin ist ein Endstein, der südliche ein Portalstein und der dazwischen liegende ein Seitenstein. Ursprünglich gab es bei diesem Portal Tomb zwei Portalsteine zwei Seitensteine und den Deckstein. Die fehlenden Steine wurden in der Vergangenheit entfernt und wahrscheinlich zerbrochen.